# Buddhistisches Zentrum Scheibbs

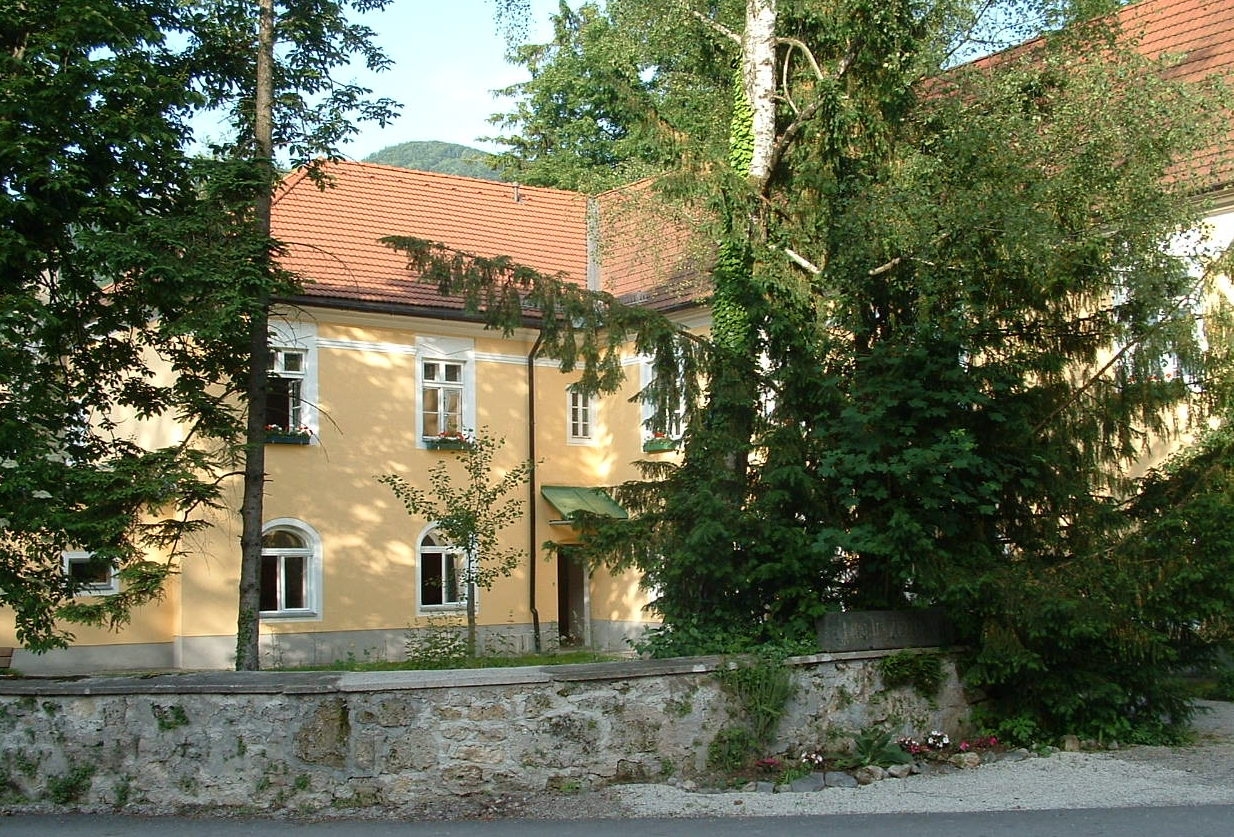
Buddhistisches Zentrum Scheibbs

Das Buddhistische Zentrum Scheibbs in Neustift bei Scheibbs ist ein Seminarhaus, Meditations- und Retreatzentrum. Das Zentrum steht für alle buddhistischen Traditionen offen und bietet auch Veranstaltungen aus den Bereichen Yoga, Taiqiquan, meditatives Wandern, gewaltfreie Kommunikation und Ähnliches an.
Das Zentrum ist eine Mitgliedsgemeinschaft der Österreichischen Buddhistischen Religionsgesellschaft. Zahlreiche herausragende buddhistische Persönlichkeiten waren im Buddhistischen Zentrum Scheibbs zu Gast, wie Rangjung Rigpe Dorje, der 16. Gyalwa Karmapa, Kōshō Ōtani, der 23. Monshu des Nishi Hongan-ji, Geshe Rabten, Kyozan Joshu Sasaki Roshi, Ayya Khema, Bhante Seelawansa, Genro Koudela, Stephen Batchelor, Martine Batchelor, Edward Espe Brown.

## Geschichte
Das Zentrum ist mit Gründung im Jahre 1975 eine der ältesten buddhistischen Einrichtungen im deutschen Sprachraum. Einigen Wiener Buddhisten war es in der Aufbruchsstimmung der frühen 1970er Jahre gelungen, im ca. 100 km westlich von Wien gelegenen Erlauftal ein baufälliges ehemaliges Hotel, das als Blindenheim Verwendung gefunden hatte, zu erwerben. Eine kleine Hausgemeinschaft von jungen Buddhisten begann mit der Renovierung. 
Träger des Zentrums ist der gemeinnützige „Verein der Freunde des Buddhistischen Kultur- und Meditationszentrums Scheibbs“. Die Verwandlung der ehemaligen Ruine in ein Zentrum des deutschsprachigen Buddhismus verdankt sich dem langjährigen Einsatz des Hausleiters Mathias Köhl und der Förderung durch den österreichischen Zen-Meister Genro Seiun Osho, dessen Asche dort seit 2010 auch ruht.
Der Film How to Cook Your Life (2007) von Doris Dörrie mit Edward Espe Brown wurde teilweise im Buddhistischen Zentrum Scheibbs gedreht.